# 日根野孫次郎
日根野 孫次郎（ひねの まごじろう）は、戦国時代から安土桃山時代に和泉国で活動した武士。

## 概要
父と見られる日根野孫七郎は三好実休や三好三人衆に与した松浦虎から所領を安堵・給付されている。しかし、虎の同族である松浦光が天正3年（1575年）に織田信長に臣従したのに従い信長方へと付いている。翌天正4年（1576年）5月7日の天王寺の戦いでは松浦虎の補佐役（「四人之者」）である寺田生家や松浦家と共に信長方として参戦したものの、傷を受けたという。同年6月18日には堀秀政に傷が癒えたら上洛すべき旨を伝えられており、12月13日には直政から信長に孫次郎の軍忠が報告されている。その後は豊臣秀吉による天正13年（1585年）の紀州征伐にも従軍し根来寺や雑賀衆と戦っているが、中村一氏に従って和泉国日根郡から近江国水口へと移住している。